# Pityrogramma elongata
Pityrogramma elongata är en kantbräkenväxtart som först beskrevs av Carl Frederik Albert Christensen, och fick sitt nu gällande namn av Pichi-serm. Pityrogramma elongata ingår i släktet Pityrogramma och familjen Pteridaceae. Inga underarter finns listade.